# Fridericus Carolus de Hosson
Fridericus Carolus de Hosson, auch Hermanus Fridericus Carolus de Hosson (* 18. Februar 1718 in Bad Bentheim; † 24. Februar 1799 in Oude Pekela) war ein niederländischer Porträt- und Historienmaler.

## Leben
Fridericus Carolus de Hosson stammte aus einer hugenottischen Künstlerfamilie; sein Vater Maximilianus Franciscus (M. C.) Hosson war Hofmaler am Hof der Grafen von Bentheim. Graf Hermann Friedrich von Bentheim-Bentheim (1693–1731) und seine Frau Carola waren seine Paten.
Er wurde zunächst von seinem Vater unterrichtet, machte Studienreisen durch Deutschland und Holland und ließ sich in Groningen nieder. 
Schwerpunkt seines Wirkens waren Porträts Groninger Bürger. Daneben malte er Panneaux (Wand-Paneele) mit lebensgroßen Figuren, Kaminstücke sowie Altarbilder, u. a. für den Flügelaltar der Ludgeri-Kirche (Norden).
Sein Sohn Bernardus Franciscus Ignatius de Hosson (1757–1833) setzte die Tradition fort und wurde Zeichenlehrer in Groningen.

## Werke
- Wandbekleidung (1774) aus 4 Feldern, 3,48 m hoch, von verschiedener Länge, mit Hirtenszenen bemalt, aus dem Haus Heerestraat 78 in Groningen, 1917 versteigert
- Kaminstück aus dem Haus Heerestraat 78 in Groningen, 1917 versteigert
- Margaretha Schouten, Groninger Museum
- Pieter Govert van Iddekinge, Groninger Museum
- Reneke de Marees van Swinderen (1763)
- Anna Maria van Swinderen 1767
- Antoinette Werner (1770)
- Francisca Maria van Oldeneel (1776)
- Abendmahl, Kreuzigung und Kreuzabnahme (1785), St. Ludgeri (Norden)

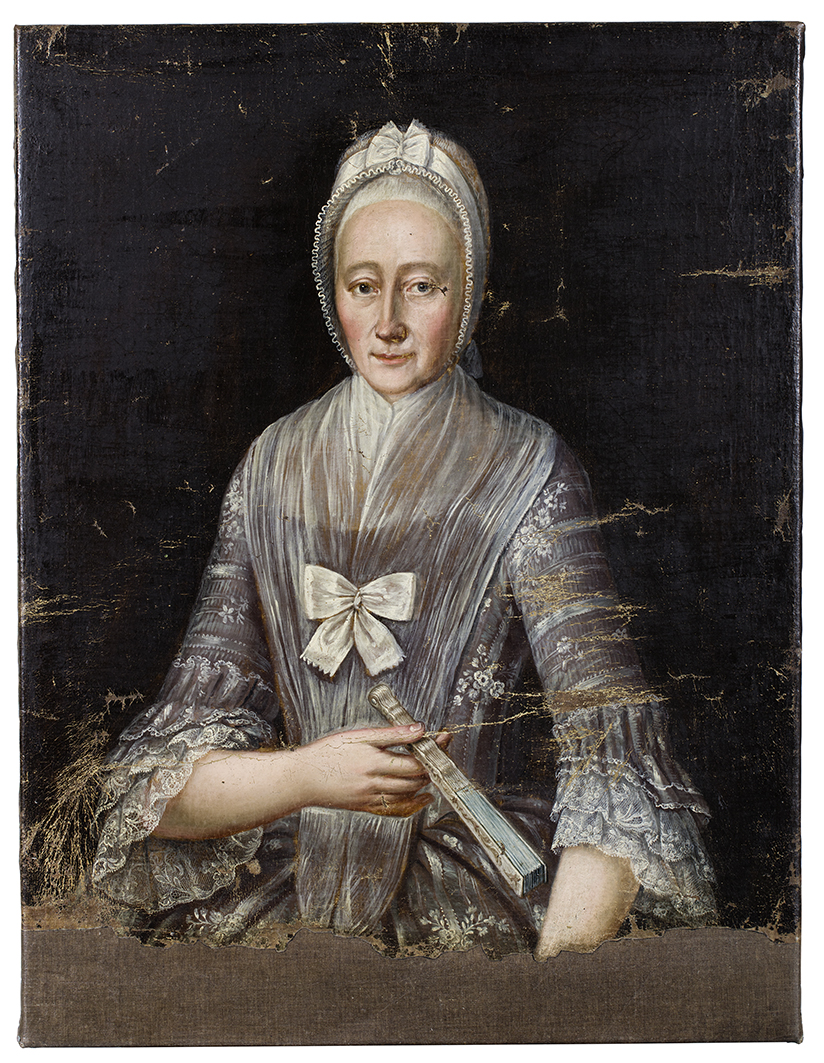
Margaretha Schouten
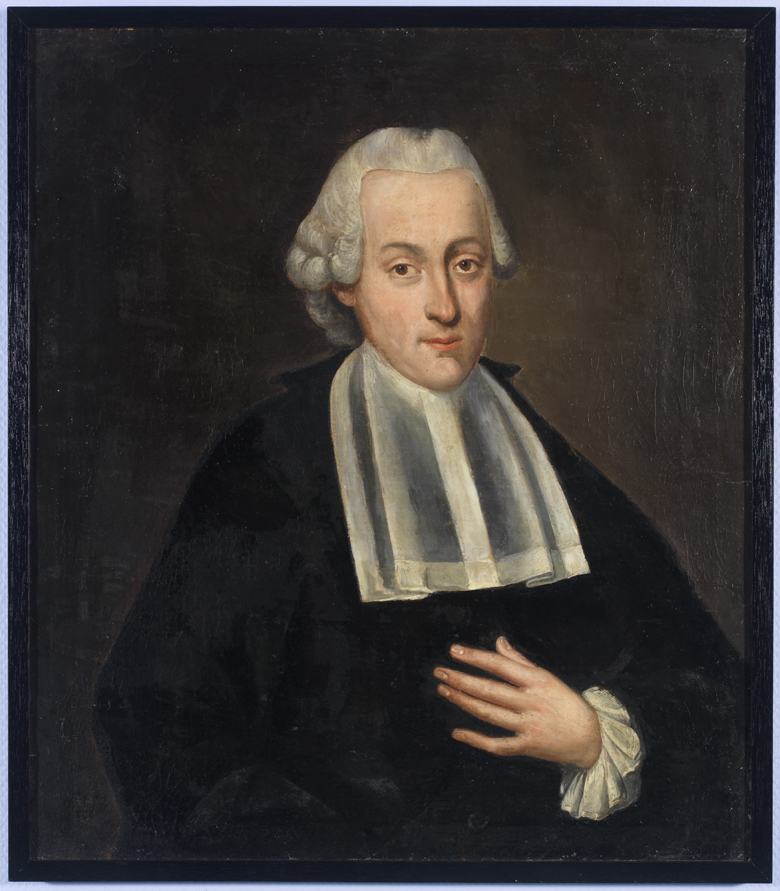
Pieter Govert van Iddekinge
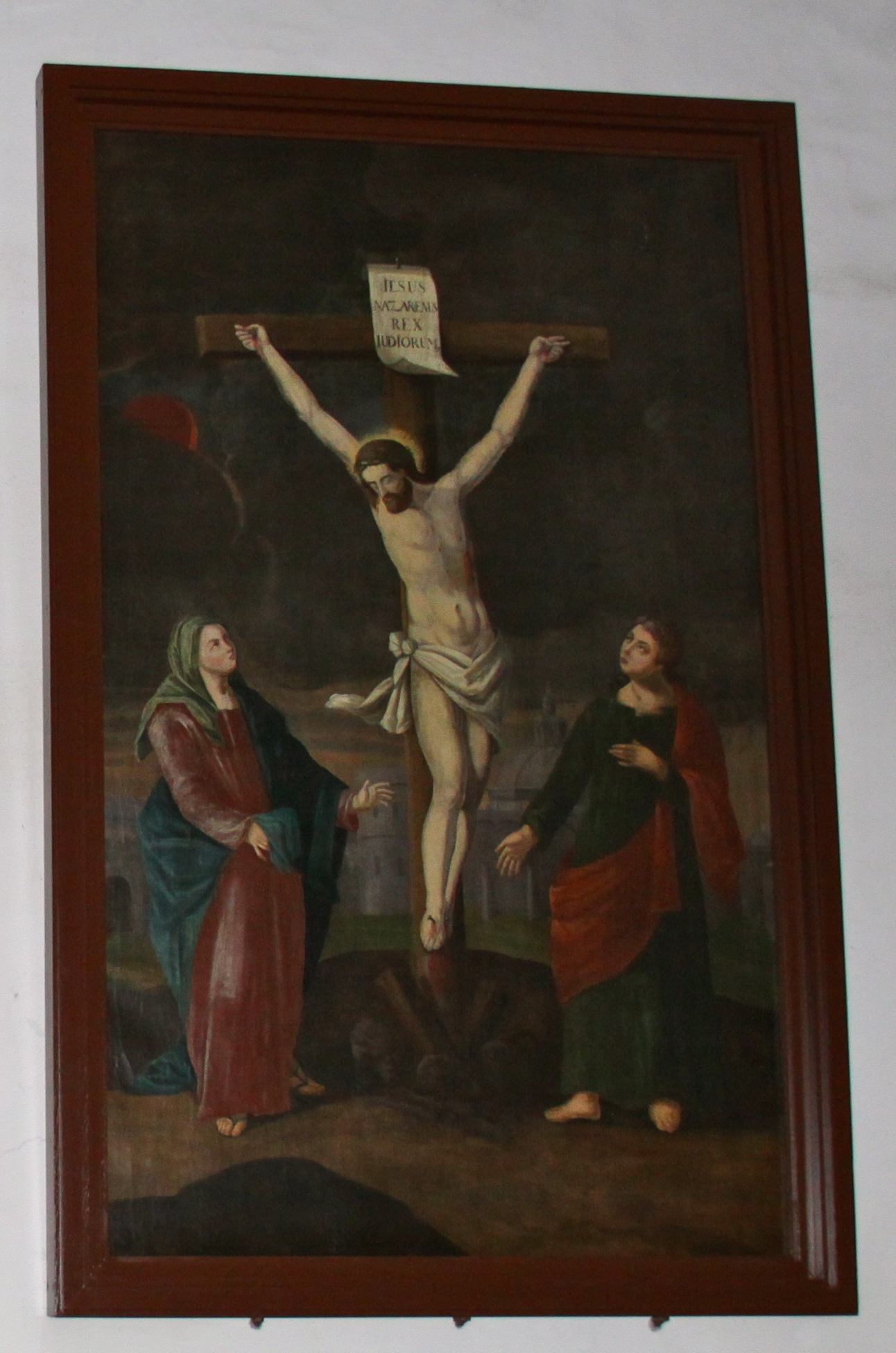
Kreuzigung, St. Ludgeri (Norden)